# Међимурска гибаница
Међимурска гибаница  је врста гибанице или колача пореклом из Међимурске жупаније. Прави се од лиснатог теста и четири пуњења: орашастих плодова, свежег сира, мака и јабуке, као и од многих додатних састојака. То је традиционално јело, посебно популарно у северној Хрватској,  богатог укуса и пуно калорија, посластица која је саставни део хрватске кухиње.
Овај рецепт за колач је један од великог броја регионалних сорти гибанице које су развијене у другим регионима Средње и источне Европе. 

## Припрема и сервирање
Основни слој припремљеног теста развлачи се у одговарајућу тепсију претходно подмазану машћу. Затим се прекрије првим од четири слоја фила који се састоји од натопљених млеком сецканих или млевених ораха, свежег сира, млевеног млевеног мака и ренданих јабука. По целој површини се распореди слој фила, па други слој теста, други слој фила и тако све док се не ставе сва четири слоја фила. Завршни слој теста се прелије павлаком претходно помешаном са отопљеним путером и/или јајетом.
Тепсија се стави у рерну и пече око сат времена на 200 °C. Колач се може послужити или још топао директно из тепсије или оставити да се охлади на собну температуру. Може се исећи на четвртине или правоугаонике и на крају посути шећером у праху.

## Специфичности
Међимурска гибаница је специфична врста гибанице која се од осталих сорти разликује по неколико детаља који се тичу теста, надева, изгледа и састава неких споредних или додатних састојака. У поређењу са, на пример, прекмурском гибаницом, уместо прхког теста садржи лиснато тесто, а уместо рикоте се користи свеж сир. На први поглед се види да међимурска гибаница има једноставније и дебље четворослојне пуњења уместо дуплих и тањих осмослојних пуњења прекмурске гибанице. Генерално, сочнија је и мекша од већине других врста гибанице.